# Cloverleaf
Cloverleaf és una concentració de població designada pel cens dels Estats Units a l'estat de Texas. Segons el cens del 2000 tenia 23.508 habitants.

## Demografia
Segons el cens del 2000, Cloverleaf tenia 23.508 habitants, 7.287 habitatges, i 5.800 famílies. La densitat de població era de 2.542,4 habitants per km².
Dels 7.287 habitatges en un 46,7% hi vivien nens de menys de 18 anys, en un 57,9% hi vivien parelles casades, en un 14,9% dones solteres, i en un 20,4% no eren unitats familiars. En el 16,1% dels habitatges hi vivien persones soles el 3,9% de les quals corresponia a persones de 65 anys o més que vivien soles. El nombre mitjà de persones vivint en cada habitatge era de 3,23 i el nombre mitjà de persones que vivien en cada família era de 3,61.
Per edats la població es repartia de la següent manera: un 33,7% tenia menys de 18 anys, un 11,6% entre 18 i 24, un 30,7% entre 25 i 44, un 18,2% de 45 a 60 i un 5,8% 65 anys o més.
L'edat mediana era de 28 anys. Per cada 100 dones de 18 o més anys hi havia 98,4 homes.
La renda mediana per habitatge era de 37.449 $ i la renda mediana per família de 40.231 $. Els homes tenien una renda mediana de 30.958 $ mentre que les dones 25.044 $. La renda per capita de la població era de 16.245 $. Aproximadament el 15,6% de les famílies i el 20,3% de la població estaven per davall del llindar de pobresa.

## Poblacions més properes
El següent diagrama mostra les poblacions més properes.